# Karekari
Karekari är en ö i Finland. Den ligger i Skärgårdshavet och i kommunen Tövsala i den ekonomiska regionen  Nystadsregionen i landskapet Egentliga Finland, i den sydvästra delen av landet. Ön ligger omkring 35 kilometer väster om Åbo och omkring 190 kilometer väster om Helsingfors.
Öns area är 3,1 hektar och dess största längd är 340 meter i nord-sydlig riktning.